# Кавалски акведукт
Кавалският акведукт (на гръцки: Καμάρες, в превод Арките) е недействащ средновековен османски водопровод, една от основните забележителности на източномакедонския град Кавала, Гърция. В 1998 година е обявен за паметник на културата.
Акведуктът „вероятно е римски“, но съществуващата структура е от XVI век. Византийска бариерна стена от началото на XIV век, строена като част от укрепленията на Кавалския акропол, вероятно също е функционирала като акведукт. Ако това е така, това ще е рядък пример за византийски акведукт, тъй като за византийските градове е типично да използват кладенци и цистерни, отколкото да поддържат съществуващите римски акведукти или да строят нови. Бариерната стена е заменена от сегашния акведукт с арки по времето на мащабните поправки и подобрения на византийските укрепления, предприети от султан Сюлейман Великолепни. Някои автори свързват изграждането на конструкцията с Обсадата на Родос от 1522 година, но по-вероятната датировка е между 1530 и 1536 година. До 1911 година акведуктът се използва за доставка на питейна вода от Кушница.